# Курдома (приток Ваи)
Курдома — река в России, протекает по Шахунскому району Нижегородской области. Устье реки находится в 70 км от устья реки Ваи по правому берегу. Длина реки составляет 18 км, площадь водосборного бассейна — 86,7 км².
Исток реки находится восточнее села Щербаж в 15 км к юго-востоку от Шахуньи. Река течёт на юго-запад, в среднем течении протекает деревни Мартяхино и Новосёловка; затем река входит в ненаселённый лесной массив. Впадает в Ваю к северу от деревни Березники на границе с Тонкинским районом.

## Данные водного реестра
По данным государственного водного реестра России относится к Верхневолжскому бассейновому округу, водохозяйственный участок реки — Ветлуга от города Ветлуга и до устья, речной подбассейн реки — Волга от впадения Оки до Куйбышевского водохранилища (без бассейна Суры). Речной бассейн реки — (Верхняя) Волга до Куйбышевского водохранилища (без бассейна Оки).
Код объекта в государственном водном реестре — 08010400212110000043182.